# DEFB106A
DEFB106A (англ. Defensin beta 106A) – білок, який кодується однойменним геном, розташованим у людей на короткому плечі 8-ї хромосоми. Довжина поліпептидного ланцюга білка становить 65 амінокислот, а молекулярна маса — 7 369.
| 10         |  | 20         |  | 30         |  | 40         |  | 50         |
| ---------- |  | ---------- |  | ---------- |  | ---------- |  | ---------- |
| MRTFLFLFAV |  | LFFLTPAKNA |  | FFDEKCNKLK |  | GTCKNNCGKN |  | EELIALCQKS |
| LKCCRTIQPC |  | GSIID      |  |            |  |            |  |            |

A: Аланін

C: Цистеїн

D: Аспарагінова кислота

E: Глутамінова кислота

F: Фенілаланін

G: Гліцин

I: Ізолейцин

K: Лізин

L: Лейцин

M: Метіонін

N: Аспарагін

P: Пролін

Q: Глутамін

R: Аргінін

S: Серин

T: Треонін

Кодований геном білок за функціями належить до антибіотиків, антимікробних білків. 
Локалізований у мембрані.
Також секретований назовні.